# Schronisko Starościńskie
Schronisko Starościńskie – jaskinia rumowiskowa w południowo-zachodniej Polsce, w Sudetach Zachodnich, w paśmie Rudaw Janowickich.
Niewielka pseudokrasowa jaskinia rumowiskowa w waryscyjskim granicie karkonoskim, położona na wysokości około 700 m n.p.m. w Sudetach Zachodnich, w północno-zachodniej części Rudaw Janowickich, na północno-zachodnim stoku Lwiej Góry. Jaskinię stanowi obszerny pojedynczy korytarz o długości 9,0 m, szerokości 4,0 m i wysokości 1,5 m, przechodzący przez skałę na wylot, po północno-wschodniej stronie. Wlot jaskini, o dość znacznym upadzie, położony jest u podstawy Starościńskich Skał na północno-zachodnim zboczu Lwiej Góry.